# MO S-5 „Na trati”

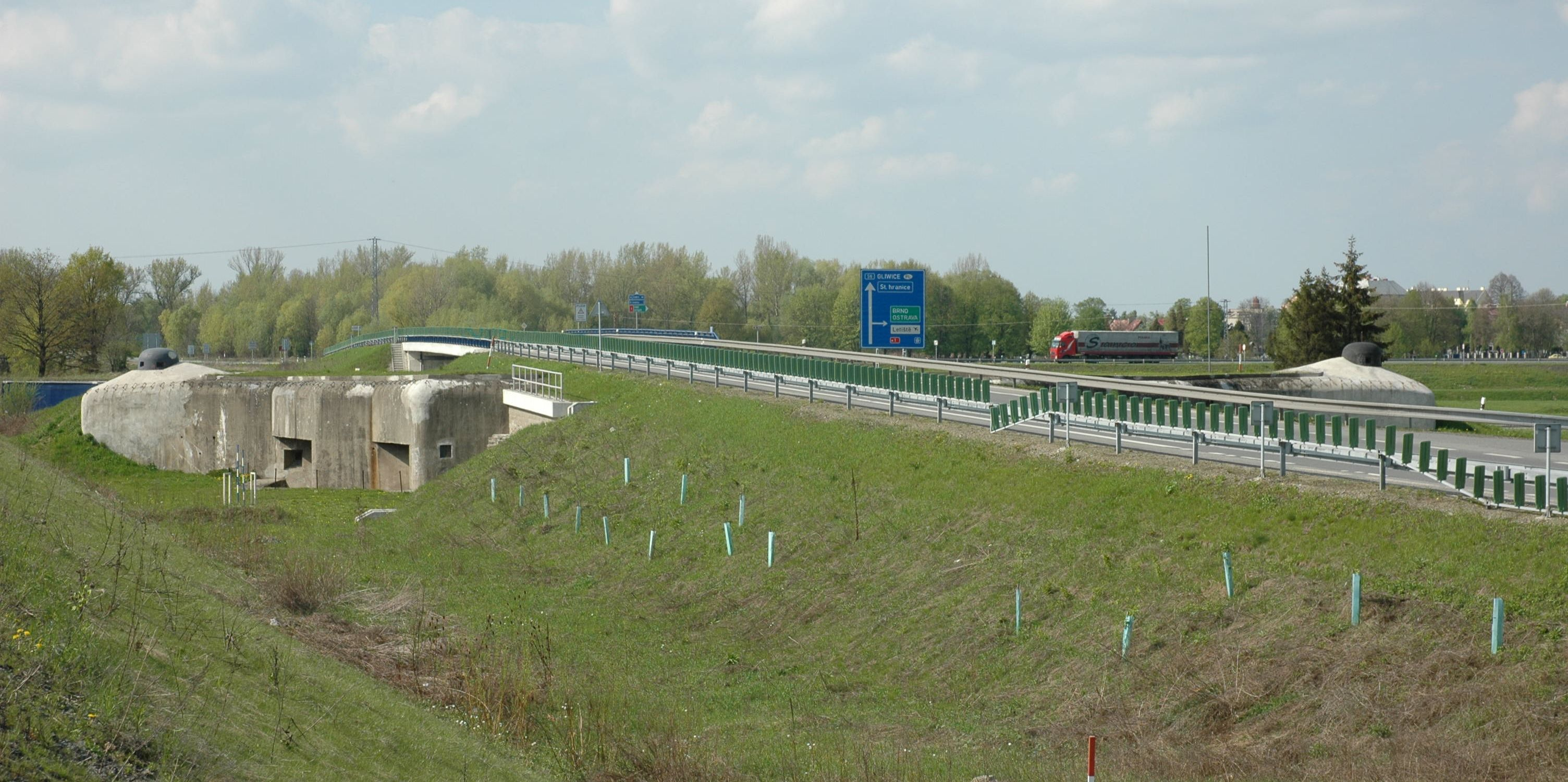
Fort MO S–5 "Na trati"

MO S–5 "Na trati" ("Na linii kolejowej") – fort piechoty w Boguminie (Czechy) położony w dzielnicy Stary Bogumin przy autostradzie D47, drodze krajowej nr 58 oraz linii kolejowej z Bogumina do Chałupek, blisko granicy z Polską. Stanowił część czechosłowackich umocnień wojennych wybudowanych w latach 1935–1938, wchodząc w skład fortyfikacji wokół Bogumina (łącznie 8 schronów, z czego 7 zrealizowanych) na linii umocnień Ostrawskich.

## Historia
Historia powstania bunkra związana jest z dojściem do władzy w Niemczech Adolfa Hitlera i rozpoczęciem przez III Rzeszę programu zbrojeń. Wymusiło to na czechosłowackich władzach odpowiedź, którą miała stanowić budowa sieci umocnień granicznych. Elementem tej sieci stał się MO S–5 "Na trati", wybudowany latem 1936 roku (betonowanie miało miejsce w dniach 19–29 lipca 1936). W wyniku przejęcia Zaolzia przez Polskę schron znalazł się po polskiej stronie granicy, wobec czego w listopadzie 1938 roku oddziały czechosłowackie musiały opuścić schron. Większa część wyposażenia została zdemontowana. Podczas II wojny światowej schron wykorzystano jako magazyn broni.
Po wojnie schron stał nieużywany aż do 2000 roku, kiedy to bogumiński Klub Historii Wojskowej (KVH) przejął opiekę nad obiektem. Po przejęciu okazało się, iż obiekt przez lata stał zalany wodą aż do wysokości jednego metra (przez uszkodzenie jednej z dwóch studni, jakie posiadał). Bogumiński KVH podjął się rekonstrukcji obiektu. 28 sierpnia 2004 zorganizował przy obiekcie wraz z klubem z Otrokovic inscenizację walk o Bogumin z 1945 roku (mimo iż w rzeczywistości walki te nie miały miejsca w pobliżu schronu). W roku 2006 linia kolejowa przebiegająca przez bunkier została wyłączona z eksploatacji, gdyż w wyniku budowy nowej autostrady, a także w ramach optymalizacji bogumińskiego węzła kolejowego poprowadzono nieopodal nową linię. Od roku 2008 schron oraz tereny leżące w jego pobliżu są, po przejęciu od wojska, własnością miasta Bogumin, a wieloletnią umowę wynajmu za symboliczną kwotę posiada KVH Bogumin, który udostępnia obiekt zwiedzającym oraz ma na celu doprowadzenie go do stanu z roku 1938. Dzięki staraniom tegoż klubu, budowana w sąsiedztwie autostrada D47 została poprowadzona tak, by nie zawadzała fortyfikacjom.

## Charakterystyka

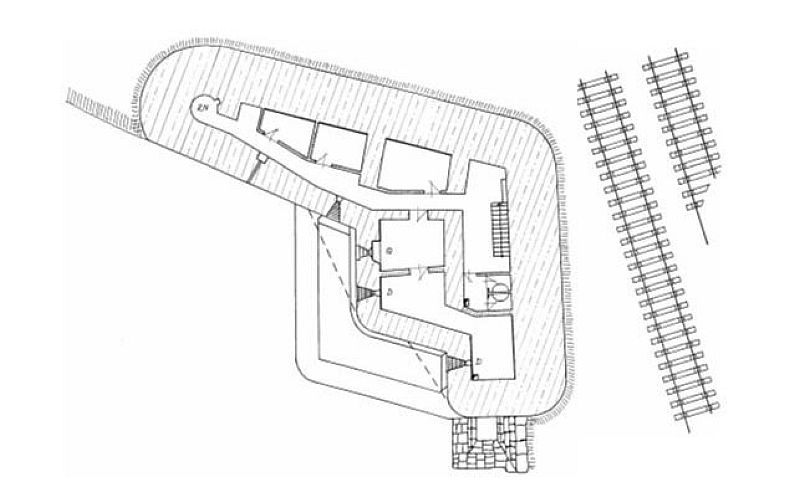
Schemat lewego schronu (górny poziom)

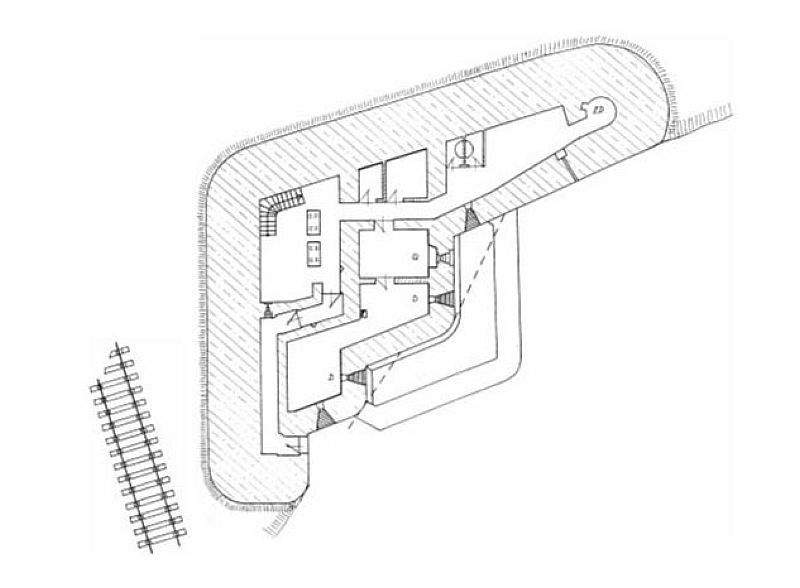
Schemat prawego schronu (górny poziom)

Fort, zbudowany na wzór fortyfikacji na linii Maginota, złożony jest z dwóch schronów przedzielonych linią kolejową (dziś śladem linii biegnie droga krajowa nr 58, a sama linia biegnie tuż obok lewej części fortu). Zachodni (lewy) posiada oznaczenie MO S–5a, a wschodni (prawy) MO S–5b. Oba schrony są dwupoziomowe i połączone są ze sobą podziemnym korytarzem o długości 22 m. Wejście znajduje się we wschodnim schronie, po zachodniej stronie jest tylko wyjście ewakuacyjne do rowu. Każda z części uzbrojona była w jedną armatę wzór 36, dwa ciężkie karabiny maszynowe wzór 37 oraz jeden karabin maszynowy wzór 26. Ponadto znajdowały się tam po jednej wieży pancernej (dzwon) wyposażone po prawej stronie w ckm, a po lewej w rkm. W celu obrony załogi przed nieprzyjacielem, przy każdym schronie wykopano rów diamentowy. Obiekt, jako punkt oporu, głównie miał za zadanie obronę linii kolejowej biegnącej bezpośrednio do Bogumina.
Oprócz pomieszczeń związanych ze stanowiskami ogniowymi są w nim również pokoje radiotelegrafisty, dowódcy, sypialnie załogi, ubikacje, magazyny oraz wiele innych. W środku znajduje się kominek, miejscowy Klub Historii Wojskowej zadbał również o inne elementy wyposażenia, takie jak meble, telefony, radiostację, skrzynie, kociołek itp.
Objętość betonu w całej konstrukcji wynosi 4314 m3. Obiekt posiada dwie studnie na głębokość 4,3 m. Położony jest na wysokości 214 m n.p.m. Może pomieścić do 43 osób, w tym 4 na stanowiskach artyleryjskich.